# Phạm Thị Huế
Phạm Thị Huế (ur. 26 października 1987) – wietnamska zapaśniczka w stylu wolnym.
Brązowy medal na mistrzostwach Azji w 2008; siódme miejsce w 2009 i 2010; ósme w 2014. Złota medalistka igrzysk Azji Południowo-Wschodniej w 2007, 2009 i 2013 roku. Dziewiąta na igrzyskach azjatyckich w 2010. Trzykrotna uczestniczka mistrzostw świata, dwunasta w 2006 roku.